# Farmington (Minnesota)
Farmington is een plaats (city) in de Amerikaanse staat Minnesota, en valt bestuurlijk gezien onder Dakota County.

## Demografie
Bij de volkstelling in 2000 werd het aantal inwoners vastgesteld op 12.365.
In 2006 is het aantal inwoners door het United States Census Bureau geschat op 18.207, een stijging van 5842 (47,2%).

## Geografie
Volgens het United States Census Bureau beslaat de plaats een oppervlakte van
32,5 km², geheel bestaande uit land. Farmington ligt op ongeveer 294 m boven zeeniveau.

## Plaatsen in de nabije omgeving
De onderstaande figuur toont nabijgelegen plaatsen in een straal van 16 km rond Farmington.